# Kács
Kács es un pueblo ubicado en el distrito de Mezőkövesd, en el condado de Borsod-Abaúj-Zemplén, Hungría.

## Superficie
Posee una superficie de 16,70 kilómetros cuadrados.

## Demografía
Hasta 2019 la población era de 430 habitantes, con una densidad de población de 25,75 habitantes por kilómetro cuadrado.